# Пшехлевко (Поморське воєводство)
Пшехлевко (пол. Przechlewko) — село в Польщі, у гміні Пшехлево Члуховського повіту Поморського воєводства.
Населення — 121 особа (2011).
У 1975-1998 роках село належало до Слупського воєводства.

## Демографія
Демографічна структура станом на 31 березня 2011 року:
|          | Загалом | Допрацездатний вік | Працездатний вік | Постпрацездатний вік |
| -------- | ------- | ------------------ | ---------------- | -------------------- |
| Чоловіки | 64      | 15                 | 47               | 2                    |
| Жінки    | 57      | 9                  | 37               | 11                   |
| Разом    | 121     | 24                 | 84               | 13                   |